# Maestro dell'antifonale Q di San Giorgio Maggiore

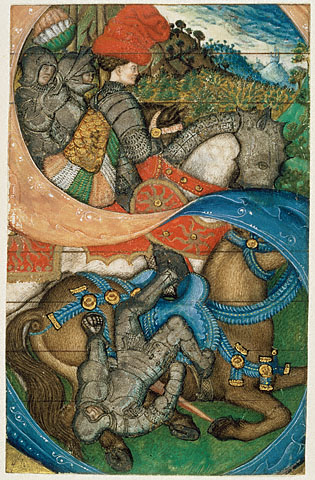
Dettaglio di una rappresentazione in miniatura di La conversione di San Paolo nel Museo Getty

Il Maestro dell'antifonale Q di San Giorgio Maggiore (fl. XV secolo) è stato un pittore italiano di manoscritti miniati attivo nell'Italia settentrionale, in particolare intorno a Venezia e forse a Verona, tra il 1440 e il 1470.

## Biografia
Il suo nome deriva da un libro di cori decorato per i monaci benedettini di San Giorgio Maggiore a Venezia. Stilisticamente, sembra fosse a conoscenza del lavoro del Pisanello. Le sue miniature sono altamente naturalistiche, sebbene dipinte con vincoli formali e decorativi. 